# 稲垣麻由美

稲垣麻由美（いながき まゆみ、1968年-　）は、文筆家・編集者。ブランディングを手掛ける株式会社一凛堂代表取締役でもある。Japan Craft Book project 代表。

## 来歴・人物
神戸市生まれ。大阪教育大学卒業。
ライター・編集者を経て執筆活動をスタート。現在、執筆の活動と並行し、政治家・経営者・ビジネス書著者を主なクライアントとしたブランディング事業も展開。7年近い取材を経て刊行した『戦地で生きる支えとなった115通の恋文』（扶桑社）は、舞台『逢いたくて』の原案となった他、「一筆啓上　日本一短い手紙の館」（福井県）にて１ヶ月の企画展にもなり、話題の１冊となる。2021年、画家・書家・デザイナー・表装美術家・伝統工芸職人などのクリエイターともに「Japan Craft Book project」をたちあげ、 2024年『神迎え』を完成させた。鎌倉の長谷にて「Atelier&gallery一凛」主宰

## 作品リスト
- 戦地で生きる支えとなった115通の恋文（2015年7月　扶桑社）
- 人生でほんとうに大切なこと　（2017年10月　KADOKAWA）
- 不安が自信に変わる　話し方の教室　（2020年2月　三才ブックス ／共著者：深沢彩子）
- 神迎え（2024年1月）